# Daltjärnen (Arvidsjaurs socken, Lappland, 725639-166431)
Daltjärnen är en sjö i Arvidsjaurs kommun i Lappland och ingår i Skellefteälvens huvudavrinningsområde.